# Tantilla striata
Tantilla striata — вид змій родини полозових (Colubridae). Ендемік Мексики.

## Поширення і екологія
Tantilla striata відомі з кількох місцевостей, розташованих на південному сході Оахаки. Вони живуть у широколистяних тропічних лісах і дубових лісах, на висоті від 700 до 1200 м над рівнем моря.